# Mychajlo Fedorov
Mychajlo Al'bertovyč Fedorov (in ucraino Михайло Альбертович Федоров?; Vasylivka, 21 gennaio 1991) è un politico ucraino.

## Biografia
Nato a Vasylivka si è iscritto nel 2009 all'Università Nazionale di Zaporižžja, laureandosi nel 2014 presso la Facoltà di Sociologia e Management. Successivamente ha studiato presso la Scuola superiore di politica e presso la Scuola di educazione per i rappresentanti della NATO in Ucraina; ha inoltre ricevuto una borsa di studio dall'OSCE e nel 2012 è stato "sindaco-studente" di Zaporižžja.
Nel maggio 2013 ha fondato un'agenzia digitale denominata SMMSTUDIO.

### Carriera politica
Alle elezioni parlamentari del 2014 ha tentato di entrare nella Verchovna Rada nelle file del partito 5.10, non risultando eletto.
Nell'ambito delle elezioni presidenziali del 2019 è divenuto il responsabile della comunicazione in campo digitale per il candidato Volodymyr Zelens'kyj e poi, dopo la sua elezione, suo consigliere per il digitale. Alle successive elezioni parlamentari è risultato eletto alla Verchovna Rada ma il giorno stesso del giuramento ha rimesso il mandato da parlamentare per assumere il ruolo di Ministro della trasformazione digitale e Vice Primo ministro nel governo guidato da Oleksij Hončaruk. Dopo la caduta di quest'ultimo ha mantenuto entrambe le posizioni nel successivo esecutivo guidato da Denys Šmyhal'.
A seguito dell'Invasione russa dell'Ucraina del 2022, il 26 febbraio 2022 Fedorov ha annunciato la creazione dell'Esercito cibernetico dell'Ucraina.